# 9907 Oileus
9907 Oileus è un asteroide troiano di Giove del campo greco. Scoperto nel 1960, presenta un'orbita caratterizzata da un semiasse maggiore pari a 5,2918055 UA e da un'eccentricità di 0,0663355, inclinata di 8,14347° rispetto all'eclittica.
L'asteroide è dedicato a Oileo, uno degli argonauti.